# Dassonville-Entscheidung
Die Dassonville-Entscheidung des Europäischen Gerichtshofs (EuGH Rs. 8/74, Staatsanwaltschaft/Benoit und Gustave Dassonville, Urt. v. 11. Juli 1974, Slg. 1974, 837) gehört zusammen mit der Keck-Entscheidung (EuGH Rs. C-267 u. 268/91, Urt. v. 24. November 1993, Slg. 1993, I-6097) und der Cassis-de-Dijon-Entscheidung (EuGH Rs. 120/78, Urt. v. 20. Februar 1979, Slg. 1979, 649) zu den Leitentscheidungen hinsichtlich der Warenverkehrsfreiheit im Binnenmarkt.
Das Unionsrecht schützt mithilfe der Art. 3 Abs. 1, Art. 28ff. AEUV (vormals als Gemeinschaftsrecht bezeichnet in Art. 3 Abs. 1 lit. a, Art. 23ff. EGV) die Warenverkehrsfreiheit, die eine der vier Grundfreiheiten darstellt. Teilweise versuchen die Mitgliedstaaten jedoch, ihre Märkte weiterhin zu schützen bzw. nicht vollkommen freizugeben. Statt mengenmäßiger Beschränkungen (Quoten) handelt es sich hierbei häufig um Maßnahmen, die zwar selbst keine Quoten darstellen, jedoch die gleiche Wirkung entfalten und somit ebenfalls den heimischen Markt schützen. Hiermit befassen sich die Art. 34 und 35 AEUV (vormals Art. 28 und 29 EGV), die ein „Verbot von mengenmäßigen Beschränkungen und Maßnahmen gleicher Wirkung“ für den Import und Export von Waren vorschreiben. In der Dassonville-Entscheidung definierte der EuGH näher, welche Maßnahmen gleicher Wirkung unter die Art. 34 und 35 AEUV fallen:

„Jede Handelsregelung der Mitgliedstaaten, die geeignet ist, den innergemeinschaftlichen Handel unmittelbar oder mittelbar, tatsächlich oder potentiell zu behindern, ist als Maßnahme mit gleicher Wirkung wie eine mengenmäßige Beschränkung anzusehen.“

Der EuGH orientiert sich bei dieser Formel nur an objektiven Merkmalen, da der Nachweis einer protektionistischen Absicht ebenso wie die tatsächliche Wirkung der Maßnahmen nur schwer zu führen wäre. Die Definition greift deutlich weiter als diejenige der Kommission fünf Jahre vor der Entscheidung (70/50/EWG vom 22. Dezember 1969 (ABl. 1970 L 013/0029-0031, Sartorius II Nr. 175)), da nun schon alleine die Möglichkeit einer Wechselwirkung zwischen der staatlichen Maßnahme und den Handelsströmen ausreicht – und dies ist fast immer der Fall.
Das Urteil wurde jedoch durch die Cassis-Formel eingeschränkt, die für den betreffenden Staat als Kompensation für den durch die Dassonville-Entscheidung erweiterten Eingriffsbegriff weitergehende Rechtfertigungsmöglichkeiten vorsieht. Mit der später entwickelten Keck-Formel wurde der erweiterte Eingriffsbegriff zudem wieder eingegrenzt, indem klargestellt wurde, dass diskriminierungsfreie Verkaufsmodalitäten nicht als Maßnahmen gleicher Wirkung im Sinne der Warenverkehrsfreiheit zu werten sind, produktbezogene Regelungen hingegen schon.